# 联合国安全理事会第2728号决议
联合国安理会第2728号决议于2024年3月25日通过。根据该决议，安全理事会要求以色列—哈马斯战争各方于斋月期间，在加沙地带立即停火，以实现长期、可持续的停火。该决议获得14票安全理事会理事国的赞成，美国弃权。

## 背景
第2728號決議由十个非常任理事國提出，此前美國的提案在3月22日被中国、俄罗斯以一票否决权否决，美國的提案还被阿拉伯國家代表阿爾及利亞反对，以及圭亞那投票棄權。

## 决议内容
|                                          | 安全理事会， 遵循《联合国宪章》的宗旨和原则， 回顾其关于中东局势，包括巴勒斯坦问题的所有相关决议， 再次要求各方履行其根据国际法，包括国际人道法和国际人权法承担的义 务，并在这方面斥责所有针对平民和民用物体的袭击、所有针对平民的暴力和 敌对行动以及所有恐怖主义行为，回顾国际法禁止劫持人质， 表示深为关切加沙地带灾难性的人道局势， 肯定埃及、卡塔尔和美国正在进行外交努力，以求促成停止敌对行动、释 放人质以及增加提供和分发人道主义援助， 1. 要求立即在斋月实行所有各方均尊重的停火，导致最终实现长久、可持续的停火，又要求立即无条件释放所有人质，并确保人道准入，以解决其医疗和其他人道需求，此外还要求各方遵守其根据国际法承担的对其所扣押的所有人的义务； 2. 强调亟须扩大对整个加沙地带平民的人道主义援助，并强化对他们的保护，再次要求根据国际人道法以及第 2712(2023)和 2720(2023)号决议，解除阻碍大批量提供人道主义援助的一切障碍； 3. 决定继续积极处理此案。 |
| ——联合国安全理事会，第2728（2024）号决议 | |

## 表决结果
| 赞同 (14)                                                                                 | 弃权 (1) | 反对 (0) |
| ----------------------------------------------------------------------------------------- | -------- | -------- |
| - 阿尔及利亚 - 中國 - 法國 - 日本 - 莫桑比克 - 馬爾他 - 俄羅斯 - 斯洛維尼亞 - 瑞士 - 英国 | - 美国   |          |

## 后续
尽管决议获得安理会多数同意，但以色列戰時內閣成員本尼·甘茨表示：「決議沒有實際意義」，显示以色列不打算理会安理会决议。3月27日，聯合國兒童基金會發言人詹姆斯‧艾爾德表示，「週一呼籲停火後，加薩充滿了希望。但這種希望日復一日地被炸彈淹沒」。相关記者報道稱：“決議通過後，巴勒斯坦人以為他們不會在加沙地帶遭到轟炸。但巴勒斯坦人仍然繼續傷亡。” 